# جرج ئی. اسمیت
جرج الوود اسمیت (به انگلیسی: George Elwood Smith) (زادهٔ ۱۰ مه ۱۹۳۰، در نیویورک) دانشمند آمریکایی فیزیک کاربردی است و یکی از کسانی است که در ساخت دستگاه جفت کننده بار نقش داشته‌است.
در سال ۲۰۰۹ یک چهارم از جایزهٔ نوبل فیزیک به اسمیت تعلق گرفت. وی به دلیل همکاری در ساخت مدارهای نیمه‌هادی تصویری یا حس‌گر CCD این جایزه را دریافت کرد.
اسمیت نخست در نیروی دریایی آمریکا خدمت می‌کرد او در سال ۱۹۵۵ مدرک لیسانس خود را از دانشگاه پنسیلوانیا و در سال ۱۹۵۹ مدرک دکتری خود را از دانشگاه شیکاگو دریافت کرد درحالی که پایان‌نامهٔ او تنها سه صفحه بود.
او از سال ۱۹۵۹ تا ۱۹۸۶ در آزمایشگاه‌های بل کار کرد و در آنجا بود که به تحقیق دربارهٔ لیزرهای نو و ابزارهای نیمه هادی پرداخت. او در طول مدت تحقیقاتش توانست بسیاری از جایزه‌های علمی را از آن خود کند.
در سال ۱۹۶۹ اسمیت و ویلارد بویل دستگاه جفت کننده بار یا CCD را ساختند و برای آن در سال ۱۹۷۳، نشان افتخار استوارت بالانتین مؤسسه فرانکلین، در سال ۱۹۷۴ جایزهٔ IEEE یادبود موریس ان لیبمن، در سال ۲۰۰۶ جایزهٔ چارلز استارک دریپر و در سال ۲۰۰۹ جایزهٔ نوبل فیزیک را دریافت کردند.